# Championnat de Roumanie de football 1992-1993
Navigation
Saison précédente Saison suivante
La saison 1992-1993 du Championnat de Roumanie de football était la 75e édition de la première division roumaine. Le championnat rassemble les 18 meilleures équipes du pays au sein d'une poule unique, où chaque club rencontre tous ses adversaires 2 fois, à domicile et à l'extérieur. À compter de cette saison, il n'y a plus que 2 clubs relégués en Divizia B au lieu de 3 les saisons précédentes.
C'est le club du Steaua Bucarest qui termine en tête du championnat et remporte le 15e titre de champion de Roumanie de son histoire.

## Les 18 clubs participants
| - Dinamo Bucarest - Politehnica Timisoara - FC Progresul Bucarest - Promu de Divizia B - Steaua Bucarest - Dacia Unirea Braila - Sportul Studentesc Bucarest - Farul Constanta - Universitatea Craiova - FCM Resita - Promu de Divizia B | - FC Brasov - FC Inter Sibiu - Gloria Bistrita - FC Selena Bacau (anc. FC Bacau) - Otelul Galati - Universitatea Cluj - Promu de Divizia B - FC Rapid Bucarest - FC Petrolul Ploiesti (anc. FC Ploiesti) - Electroputere Craiova |

## Compétition

### Classement
Le classement est établi en utilisant le bareme suivant :
- Victoire : 2 points
- Match nul : 1 point
- Défaite, forfait ou abandon : 0 point

| Rang | Équipe                      | Pts | J  | G  | N  | P  | Bp | Bc | Diff |
| ---- | --------------------------- | --- | -- | -- | -- | -- | -- | -- | ---- |
| 1    | Steaua Bucarest             | 57  | 34 | 25 | 7  | 2  | 84 | 22 | +62  |
| 2    | Dinamo Bucarest (T)         | 53  | 34 | 23 | 7  | 4  | 81 | 24 | +57  |
| 3    | Universitatea Craiova (C)   | 42  | 34 | 16 | 10 | 8  | 50 | 36 | +14  |
| 4    | FC Rapid Bucarest           | 39  | 34 | 15 | 9  | 10 | 40 | 33 | +7   |
| 5    | Gloria Bistrița             | 35  | 34 | 15 | 5  | 14 | 45 | 41 | +4   |
| 6    | Electroputere Craiova       | 35  | 34 | 13 | 9  | 12 | 35 | 32 | +3   |
| 7    | Sportul Studentesc Bucarest | 34  | 34 | 13 | 8  | 13 | 40 | 43 | -3   |
| 8    | FC Inter Sibiu              | 33  | 34 | 11 | 11 | 12 | 41 | 47 | -6   |
| 9    | Farul Constanța             | 32  | 34 | 14 | 4  | 16 | 57 | 66 | -9   |
| 10   | Otelul Galati               | 32  | 34 | 13 | 6  | 15 | 40 | 49 | -9   |
| 11   | Universitatea Cluj (P)      | 30  | 34 | 14 | 2  | 18 | 43 | 51 | -8   |
| 12   | FC Brașov                   | 28  | 34 | 12 | 6  | 16 | 36 | 45 | -9   |
| 13   | Politehnica Timișoara       | 29  | 34 | 8  | 13 | 13 | 34 | 46 | -12  |
| 14   | Dacia Unirea Brăila         | 29  | 34 | 10 | 9  | 15 | 36 | 51 | -15  |
| 15   | FC Progresul Bucarest (P)   | 29  | 34 | 9  | 11 | 14 | 38 | 53 | -15  |
| 16   | FC Petrolul Ploiești        | 27  | 34 | 12 | 3  | 19 | 47 | 50 | -3   |
| 17   | FC Selena Bacau             | 25  | 34 | 8  | 9  | 17 | 24 | 44 | -20  |
| 18   | FCM Reșița (P)              | 24  | 34 | 9  | 3  | 22 | 34 | 72 | -38  |

|  | Qualifié pour la Ligue des clubs champions 1993-1994 |
|  | Qualifié pour la Coupe des Coupes 1993-1994          |
|  | Qualifié pour la Coupe UEFA 1993-1994                |
|  | Relégation en Divizia B                              |

## Bilan de la saison
| Tableau d'Honneur                   |                       |
| Compétition                         | Vainqueur             |
| Championnat de Roumanie de football | Steaua Bucarest       |
| Coupe de Roumanie de football       | Universitatea Craiova |

| Qualifications européennes          |                                                   |
| Compétition                         | Qualifié                                          |
| Ligue des clubs champions 1993-1994 | Steaua Bucarest                                   |
| Coupe des Coupes 1993-1994          | Universitatea Craiova                             |
| Coupe UEFA 1993-1994                | Dinamo Bucarest FC Rapid Bucarest Gloria Bistrita |

| Promotions et relégations |                               |
| Promus en Divizia A       | Ceahlaul Piatra Neamt UT Arad |
| Relégués en Divizia B     | FC Selena Bacau FCM Resita    |